# Педро Карлос од Орлеана и Брагансе
Педро Карлос од Орлеана и Брагансе (порт. Pedro Carlos de Orleans e Bragança; Петрополис, 31. октобар 1945) је шеф Петрополис огранка Куће Орлеан-Браганза. 
Једно време је постојао династички спор између огранка Петрополиса и огранка Васурас, његов отац је желео да поврати своје право на династичко наслеђе на престолу Бразила, којег се његов отац одрекао 1908. године, који је до тада, када је био главни је био његов рођак Педро Хенрике од Орлеана и Брагансе, али се овај спор завршио његовом смрћу 2007. Педро Карлос тренутно себе сматра републиканцем и не тврди нити оспорава било шта о трону Бразила.

## Породица
Принц Педро Карлос од Орлеана и Брагансе је најстарији од шесторо деце рођене од Педра Гастона од Орлеана и Брагансе (1913 - 2007), принца од Орлеана и Брагансе, и његове супруге Марије де ла Есперанзе де Борбон и Орлеан (1914 - 2005), принцезе од Обе Сицилије. Преко свог оца, Педро Карлос је први рођак принца Енрикеа де Орлеана (1933), грофа од Париза и орлеанистичког претендента на престо Француске, и принца Дуартеа од Брагансе (1945), војводе од Брагансе и претендента на трон Португала. По мајци је такође први рођак бившег шпанског краља Хуана Карлоса I (1938).
Принц се 2. септембра 1975. године оженио у Петрополису (Бразил): Рони Кухн де Соуса (1938-1979), који је умро два дана након што му је родио сина:
- Педро Сантиаго де Орлеанс и Браганза (1979), принц од Грао Пара .

Принц Педро Карлос од Орлеана и Брагансе се 16. јула 1981. оженио својом другом женом, у Фазенди Сао Жералдо, Патришијом Александром Браскомб ( 1964-2009). Из ове заједнице родио се и син:
- Фелипе Родриго од Орлеана и Брагансе (1982), бразилски принц.[1]

Педро Карлос се 2018. оженио својом трећом женом Патришом Алвим Родригес.